# Maximilien Vox
Maximilien Vox, el veritable nom del qual és Samuel William Théodore Monod (16 de desembre de 1894, Condé-sur-Noireau - 18 de desembre de 1974, Lurs, on és enterrat), va ser un gravador, dibuixant, il·lustrador, editor, periodista, crític de l'art, i teòric i historiador de les lletres i de la tipografia francesa. Maximilien Vox continua sent viu i conegut al món de la tipografia pel seu model pedagògic de reconeixement i d'identificació de les lletres tipogràfiques, que encara és l'únic acceptat per l'Associació tipogràfica internacional (AtypI). En efecte, va crear, el 1954, el que es farà la Classificació VOX-ATypI, adoptada per la comissió de l'AtypI el 1962.